# Pouydesseaux
Pouydesseaux è un comune francese di 913 abitanti situato nel dipartimento delle Landes nella regione della Nuova Aquitania.

## Società

### Evoluzione demografica
Abitanti censiti